# 浦上晟周
浦上 晟周（うらがみ せいしゅう、1999年11月23日 - ）は、日本の俳優。
東京都出身。HONEST所属。

## 略歴
2009年3月29日、TBS系にて放送されたスペシャルドラマ『DOOR TO DOOR〜僕は脳性まひのトップセールスマン〜』でテレビドラマ初出演を果たし、俳優デビュー。
2010年、若手映画作家育成プロジェクトとして上映された映画『ペダルの行方』で映画初出演を果たす。
2011年4月期テレビ朝日系木曜ドラマ『ハガネの女 season2』で連続ドラマに初めてレギュラー出演を果たす。
2014年、2月19日から24日まで六行会ホールにて行われた舞台『うさぎレストラン』で舞台初出演。
2016年10月2日、大河ドラマ『真田丸』第39話から真田大助役として出演し、NHK大河ドラマ初出演を果たす。
2019年6月7日、アニメーション映画『海獣の子供』で声優初挑戦を果たす。

## 出演

### テレビドラマ
- DOOR TO DOOR〜僕は脳性まひのトップセールスマン〜（2009年3月29日、TBS） - 伊藤龍次 役
- 特上カバチ!! 第5話（2010年2月14日、TBS） - 甲斐洸（小学生時） 役
- 水戸黄門 第42部 第17話（2011年2月14日、TBS・C.A.L） - 太助 役
- 示談交渉人 ゴタ消し 第7話（2011年2月17日、読売テレビ・日本テレビ） - 澤田元貴 役
- ハガネの女 season2（2011年4月14日 - 6月16日、テレビ朝日） - 真壁友喜 役
- 海賊戦隊ゴーカイジャー 第22話（2011年7月24日、テレビ朝日） - 将太 役
- ボーイズ・オン・ザ・ラン（2012年7月6日 - 9月7日、テレビ朝日） - 宍戸修 役
- 小暮写眞館 第2話（2013年4月7日、NHK BSプレミアム） - 牧田翔 役
- 家族ゲーム（2013年4月17日 - 6月19日、フジテレビ） - 沼田茂之 役[3]
- 30分だけの愛（2014年1月2日、読売テレビ・日本テレビ系） - 稲葉優 役
- 医龍-Team Medical Dragon-4 第1話（2014年1月9日、フジテレビ） - 森本俊介 役
- ○○妻（2015年1月14日 - 3月18日、日本テレビ） - 河西大輝 役
- ある日、アヒルバス 第4話・第5話、第7話（2015年7月19日・26日、8月16日、NHK BSプレミアム） - 戸田カオル 役
- HEAT 第7話・第8話（2015年8月18日・25日、カンテレ・フジテレビ） - 少年 役
- あの日見た花の名前を僕達はまだ知らない。（2015年9月21日、フジテレビ） - 本間聡志 役
- オトナ女子（2015年10月15日 - 12月17日、フジテレビ） - 坂田陵 役
- 大河ドラマ（NHK）
  - 真田丸 第39話 - 最終話（2016年10月2日 - 12月18日） - 真田大助 役
  - 青天を衝け 第38話（2021年12月5日） - 斎藤 役
- コールドケース 〜真実の扉〜 第7話（2016年12月3日、WOWOW） - 瀬谷光一郎 役
- トモダチゲーム（2017年4月6日 - 27日、tvk ほか全国8局） - 紫宮京 役[4]
- 櫻子さんの足下には死体が埋まっている 第3話（2017年5月7日、フジテレビ） - 入山勇人 役
- 昔話法廷『さるかに合戦』裁判（2017年8月15日、NHK Eテレ） - 子ガニ 役（声の出演）
- さくらの親子丼2（2018年12月1日 - 2019年1月26日、東海テレビ・フジテレビ） - 中里拓士 役[5]
- 第30回フジテレビヤングシナリオ大賞受賞作「ココア」（2019年1月4日、フジテレビ） - 渋谷海斗 役
- 相棒 season17 第18話・第19話（2019年3月6日・13日、テレビ朝日） - 河野彬 役
- シャーロック 第10話（2019年12月9日、フジテレビ） - 鵜飼椋介 役[6]
- ハムラアキラ〜世界で最も不運な探偵〜（2020年1月24日 - 3月6日、NHK総合） - 浅川 役
- 56年目の失恋（2020年7月11日、NHK BSプレミアム） - 中川誠（沙織の祖父）役
- ここは今から倫理です。（2021年1月16日 - 3月13日、NHK総合） - 山野亮太 役[7]
- 純愛ディソナンス 第1話 - 第3話・第9話（2022年7月14日 - 28日・9月8日、フジテレビ） - 常松翔太 役[8]
- だが、情熱はある 第3話（2023年4月23日、日本テレビ） - 梨田 役
- 大奥 Season2「医療編」 第15話（2023年10月31日、NHK総合）
- ゼイチョー〜「払えない」にはワケがある〜 第8話（2023年12月9日、日本テレビ） - 若月大輝 役[9]
- 花咲舞が黙ってない 第3シリーズ 第8話 （2024年6月1日、日本テレビ） - 深澤陸 役[10]
- 伝説の頭 翔 第3話（2024年8月2日、テレビ朝日） - 軒下汎 役[11]
- 3000万 第2話・第4話（2024年10月12日・26日 、NHK総合） - 成田(タカヤマ マサヒロ) 役
- オクラ〜迷宮入り事件捜査〜 第2話（2024年10月15日、フジテレビ） - 道尾忠司 役[12]
- 全領域異常解決室 第5話（2024年11月6日、フジテレビ） - 林友則 役[13]
- 宙わたる教室 第7話・第8話（2024年11月19日・26日、NHK総合） - 鷲見修一 役
- いきなり婚 第3話・第4話（2025年1月22日・29日、日本テレビ） - 小山将太 役

### 配信ドラマ
- 闇部 -REAL- 第4話・最終話（2022年3月25日・4月1日、ひかりTV） - 十川圭（和志） 役
- 対ありでした。 〜お嬢さまは格闘ゲームなんてしない〜 ROUND5. - FINAL ROUND.（2023年6月16日 - 7月7日、Lemino） - アイリス 役
- 七夕の国（2024年7月4日 - 8月8日、ディズニープラススター） - 宇田涼 役

### 映画
- ペダルの行方（2010年、若手映画作家育成プロジェクト） - 香太 役
- エイプリルフールズ（2015年4月1日、東宝） - 野沢遥人 役
- BOOKショートフィルム「HANA」（2016年6月2日 - 26日、ショートショートフィルムフェスティバル&アジア上映作品） - タカシ 役
- 恋妻家宮本（2017年1月28日、東宝） - 井上克也 役
- トモダチゲーム（2017年6月3日、キャンター） - 紫宮京 役[4]
  - トモダチゲーム劇場版FINAL（2017年9月2日、キャンター）[4]
- シュウカツ3（2018年12月7日、ノースシーケーワイ） - 千歳 役
- 僕に、会いたかった（2019年5月10日、LDH PICTURES） - 山内武 役
- HOKUSAI（2021年5月28日、S・D・P） - 東洲斎写楽 役[14]
- グランギニョール（2022年10月28日、ダブルフィールド） - テシオ 役[15]

### 劇場アニメ
- 海獣の子供（2019年6月7日、東宝映像事業部） - 空 役[2]

### 舞台
- うさぎレストラン（2014年2月19日 - 24日、六行会ホール） - 小野瀬 役
- いまを生きる（2018年10月5日 - 24日、新国立劇場 中劇場） - スティーヴン・ミークス 役[16]
- 最貧前線（2019年8月27日 - 29日、神奈川県立青少年センター 紅葉坂ホール / 9月6日 - 8日、穂の国とよはし芸術劇場PLAT 主ホール / 9月12日 - 15日、水戸芸術館 ACM劇場 / 9月21日・22日、サントミューゼ 上田市交流文化芸術センター / 9月28日・29日、りゅーとぴあ 新潟市民芸術文化会館・劇場 / 10月5日 - 13日、世田谷パブリックシアター / 10月17日 - 20日、兵庫県立芸術文化センター 阪急中ホール / 10月26日・27日、大和市文化創造拠点シリウス 1階芸術文化ホールメインホール） - 小野田 役
- アナザー・カントリー（2022年6月24日 - 7月3日、よみうり大手町ホール / 7月7日 - 10日、COOL JAPAN PARK OSAKA TTホール / 7月12日・13日、キャナルシティ劇場） - サンダーソン 役[17]

### その他のテレビ番組
- Nスタ 森田さんのとことん天気season2（2010年3月29日 - 9月24日、TBS） ※「せいしゅうくん」名義で出演。
- プレミアム8 トライ・エイジ〜三世代の挑戦〜 第一夜「鉄道一筋・島家三代の物語」（2011年2月3日、NHK BS-hi）
- 痛快TV スカッとジャパン（2015年4月6日・7月6日・11月30日・2016年6月20日・12月5日・2017年5月1日・9月11日・2018年5月21日・2019年1月28日・3月11日・7月15日・11月18日・2020年8月17日・10月12日・2021年5月24日・7月12日・12月20日・2022年1月31日・2023年2月20日、フジテレビ） - 日向翔太 / 田岡健一 / 青木俊介 / 大島直樹 / 秋葉修介 役
- NHKドキュメンタリー「大江戸 奇跡のロスト・シティー 265年の物語」（2019年1月5日、NHK BSプレミアム） - 伊勢屋伊之助（少年時代） 役

### CM
- 三菱UFJフィナンシャル・グループ（2007年）
- 丸美屋 麻婆キャベツの素 他（2008年・2009年）
- SONY PlayStation 3 Blu-ray（2008年）
- キッズセシール 08春号（2008年）
- 学研（2008年・2009年）
- JAL 先得割引（2009年）
- タカラトミー モンコレプラスポケワングランプリ（2010年）
- NISSAN ドラマinドラマ（2012年）

### ビデオドラマ
- ほんとの空 兵庫県人権啓発協会（2012年、人権啓発ビデオ、東映） - 向井輝 役

### PV
- ghostnote「精一杯、僕らの歌」（2008年9月3日）
- 有馬元気「それでも愛は勝つから」（2023年3月29日）

### ショートムービー
- うれしいし、たのしいし、大好きかもしれない。（2015年12月4日、ビデオパスにて先行配信 / 12月18日、電子書籍ブランド「otoCoto」の『OtoBon ソングノベルズ大賞〜音楽を感じる小説〜』特設WEBサイトにて公開） - 透 役[18]
- わかれうた（2017年6月7日、ネスレシアター）[19]

### その他
- HiM Films（2018年10月1日 - 31日、Instagram） ※同所属事務所の田川隼嗣と共に出演。